# Grantsville (Utah)
Grantsville és una població dels Estats Units a l'estat de Utah. Segons el cens del 2000 tenia 6.015 habitants.

## Demografia
Segons el cens del 2000, Grantsville tenia 6.015 habitants, 1.856 habitatges, i 1.527 famílies. La densitat de població era de 130,4 habitants per km².
Dels 1.856 habitatges en un 49,4% hi vivien nens de menys de 18 anys, en un 68,4% hi vivien parelles casades, en un 9,2% dones solteres, i en un 17,7% no eren unitats familiars. En el 15,4% dels habitatges hi vivien persones soles el 7,8% de les quals corresponia a persones de 65 anys o més que vivien soles. El nombre mitjà de persones vivint en cada habitatge era de 3,24 i el nombre mitjà de persones que vivien en cada família era de 3,62.
Per edats la població es repartia de la següent manera: un 36,7% tenia menys de 18 anys, un 10,1% entre 18 i 24, un 27,3% entre 25 i 44, un 17,4% de 45 a 60 i un 8,5% 65 anys o més.
L'edat mediana era de 27 anys. Per cada 100 dones de 18 o més anys hi havia 96,4 homes.
La renda mediana per habitatge era de 45.614 $ i la renda mediana per família de 50.433 $. Els homes tenien una renda mediana de 38.715 $ mentre que les dones 24.548 $. La renda per capita de la població era de 15.681 $. Entorn del 4,3% de les famílies i el 5,4% de la població estaven per davall del llindar de pobresa.

## Poblacions més properes
El següent diagrama mostra les poblacions més properes.